# Piper karwinskianum
Piper karwinskianum är en pepparväxtart som beskrevs av Carl Sigismund Kunth. Piper karwinskianum ingår i släktet Piper och familjen pepparväxter. Inga underarter finns listade i Catalogue of Life.